# ボリス・エイフマン

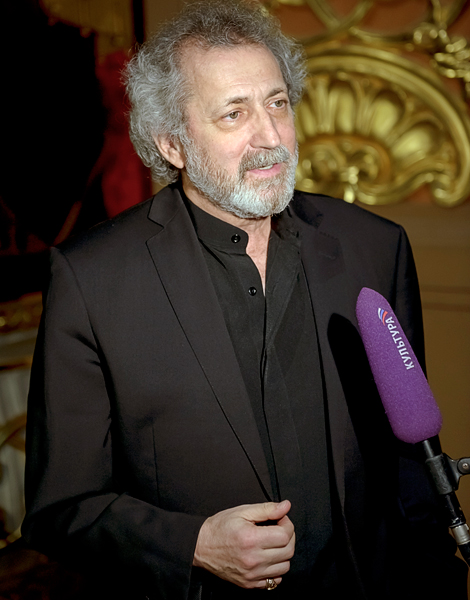
ボリス・ヤコヴレヴィチ・エイフマン

ボリス・ヤコヴレヴィチ・エイフマン （露: Бори́с Я́ковлевич Э́йфман, Boris Yakovlevitch Eifman, 1946年7月22日 - ） は、現代ロシアのバレエ振付家。サンクトペテルブルクで自身の名前を冠した国立バレエ団、「ボリス・エイフマン・バレエ劇場」(Театр Балета Бориса Эйфмана) を主宰する。
性的な苦悩や追いつめられた心理状況を描写する作品で知られている。ロシア国外でも積極的に公演を行っており、興行的にも成功を収めている。

## 経歴
1946年に南シベリア・アルタイ地方のルプツォフスクで生まれる。父親は戦車工場の技師、母親は医師だった。夜間学校で学びながら少年団のバレエ教室に通い、1960年にキシナウのバレエ学校に入学。その後はレニングラード高等音楽院の舞踊科へ進んだ。音楽院在学中の1970年より1977年までワガノワ・バレエ学校で振付を担当し、最初の作品群を発表した。
1977年にソ連初のモダンバレエカンパニーを創設し、以来30年以上にわたって自身のバレエ団を率いて活動を続けている。当初は現代音楽やロック音楽を使用した作品で話題を呼んだが、1980年代以降はロシア内外の文学作品のバレエ化に取り組んでいる。
使用する音楽はロシアの作曲家のほか、バッハ、ブラームス、マーラー、ドニゼッティ、ロッシーニなど多岐に及ぶ。クラシック以外ではピンク・フロイドの楽曲を使用したものもある。
2010年3月には東京の新国立劇場バレエ団がエイフマンの 『アンナ・カレーニナ』 を日本のバレエ団としては初めて上演した。

## 主な作品[2]
| 年   | 作品名               | 作品名             | 原作             | 音楽                                          |
| ---- | -------------------- | ------------------ | ---------------- | --------------------------------------------- |
| 1970 | 向かい来る命         | Жизни навстречу    | -                | カバレフスキー                                |
| 1972 | ファンタジア         | Фантазия           | -                | アレンスキー                                  |
| 1978 | 二声                 | Двухголосие        | -                | シド・バレット 〔ピンク・フロイドの曲目より〕 |
| 1980 | 白痴                 | Идиот              | ドストエフスキー | チャイコフスキー                              |
| 1987 | 巨匠とマルガリータ   | Мастер и Маргарита | ブルガーコフ     | A・ペトロフ                                   |
| 1993 | チャイコフスキー     | Чайковский         | -                | チャイコフスキー                              |
| 1995 | カラマーゾフ         | Карамазовы         | ドストエフスキー | ワーグナー、 ムソルグスキー、 ラフマニノフ    |
| 1997 | 赤いジゼル           | Красная Жизель     | -                | チャイコフスキー、 シュニトケ、 ビゼー        |
| 1999 | ロシアン・ハムレット | Русский Гамлет     | -                | ベートーヴェン、 マーラー                     |
| 2005 | アンナ・カレーニナ   | Анна Каренина      | トルストイ       | チャイコフスキー                              |
| 2007 | かもめ               | Чайка              | チェーホフ       | ラフマニノフ                                  |